# Heart of Steel
Heart of Steel è un singolo del duo musicale ucraino Tvorchi, pubblicato il 9 dicembre 2022.

## Descrizione
Secondo il duo, la canzone parla dei pericoli di una guerra nucleare e invia un messaggio di resilienza nei confronti delle avversità. Andrij Huculjak, metà dei Tvorchi che si occupa di musica e produzione, ha affermato di avere iniziato a scrivere Heart of Steel nella primavera del 2022, durante la battaglia di Mariupol' che ha visto come punto focale della resistenza ucraina l'acciaieria Azovstal', da cui ha tratto ispirazione per il titolo.

## Promozione

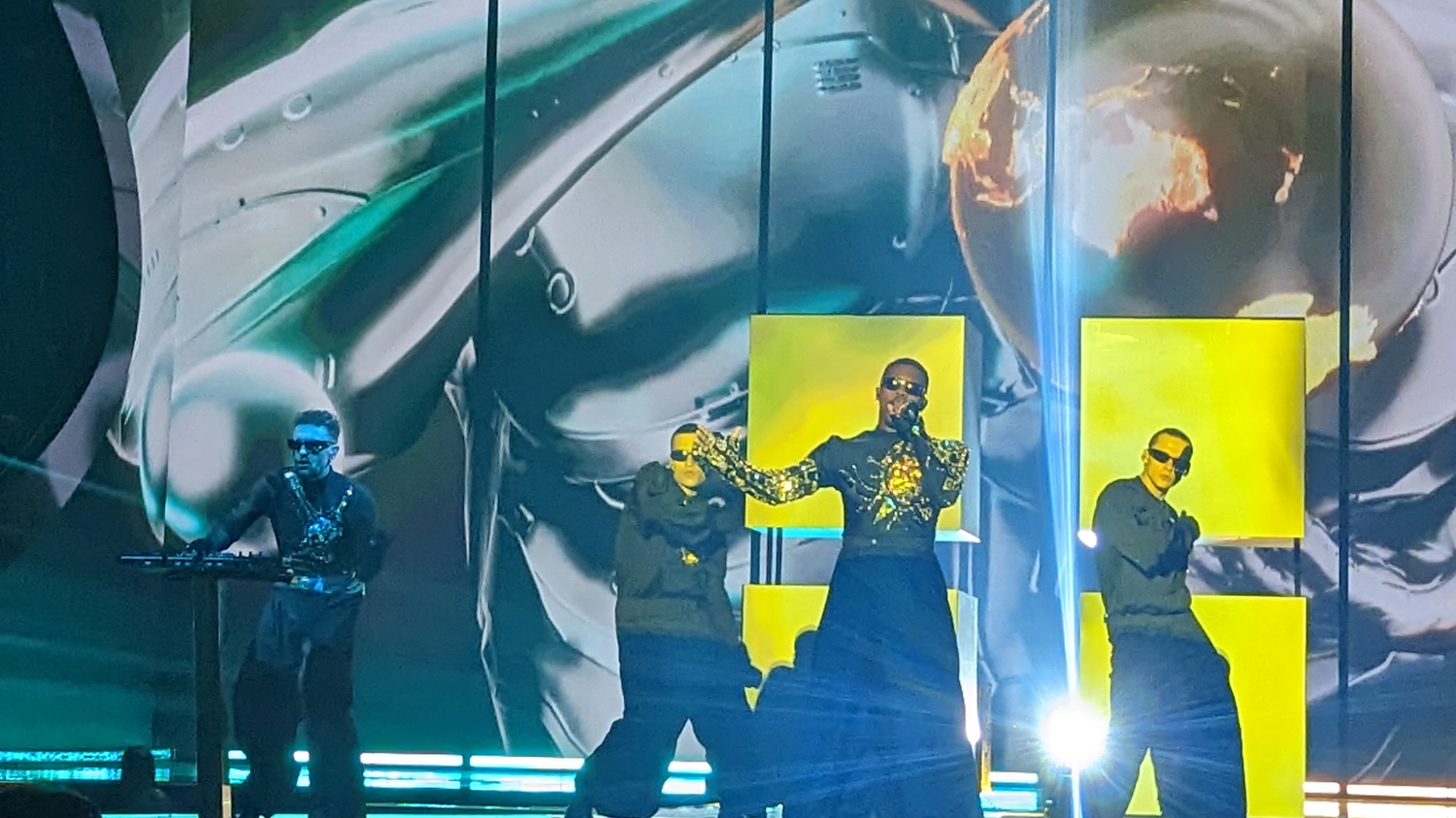
Il duo durante l'esecuzione di Heart of Steel alla finale dell'Eurovision Song Contest, 12 maggio 2023

Il 17 novembre 2022 è stato reso noto che il mese successivo i Tvorchi avrebbero preso parte a Vidbir, il programma di selezione del rappresentante ucraino all'Eurovision Song Contest 2023, dove avrebbero presentato Heart of Steel. Il brano è stato pubblicato insieme agli altre nove in gara su YouTube il 1º dicembre e sulle piattaforme commerciali il 9 dicembre. Il successivo 17 dicembre si sono esibiti a Vidbir, e il voto combinato di pubblico e giuria li ha incoronati vincitori e rappresentanti nazionali sul palco eurovisivo a Liverpool. La versione eurovisiva del brano, a cui è stata aggiunta una strofa cantata interamente in ucraino, è stata pubblicata l'8 marzo 2023. Nel maggio successivo, in occasione della finale eurovisiva, i Tvorchi si sono classificati al 6º posto su 26 partecipanti con 243 punti totalizzati. Sono risultati i preferiti dalla giuria della Repubblica Ceca e i più votati dal pubblico polacco.

## Tracce
Testi e musiche di Jimoh Augustus Kehinde e Andrij Huculjak.
1. Heart of Steel – 2:36

Versione eurovisiva
1. Heart of Steel – 2:38

## Classifiche

### Classifiche settimanali
| Classifica (2023) | Posizione massima |
| ----------------- | ----------------- |
| Finlandia         | 37                |
| Grecia            | 84                |
| Islanda           | 10                |
| Lituania          | 12                |
| Polonia           | 97                |
| Regno Unito       | 95                |
| Svezia            | 65                |
| Ucraina           | 7                 |

### Classifiche di fine anno
| Classifica (2023) | Posizione |
| ----------------- | --------- |
| Ucraina           | 67        |